# Glosa castellana al Regimiento de príncipes
La Glosa al Regimiento de príncipes presenta y expone por vez primera de forma sistemática en Castilla el modelo trifuncional del pensamiento político aristotélico. 
Hacia 1344 don Bernabé, Obispo de Osma, ordenó traducir, aunque hay serias dudas, la obra de Egidio Romano, De regimine principum, a Fray Juan García de Castrojeriz, de la Orden de los Frailes Menores, confesor de la reina doña María de Portugal y preceptor del infante don Pedro (futuro Pedro I de Castilla).
Castrojeriz no se limitó a realizar una mera traducción sino que comentó el texto añadiendo gran cantidad de autoridades, completó el pensamiento de Aristóteles que se expone en el tratado, confrontó las ideas del griego con las de los teólogos y las corrigió ahí donde discrepaban con las de estos. Todo ello para lograr no sólo la asimilación del pensamiento aristotélico al cristiano, sino también su síntesis, proceso que se venía dando en las universidades francesas desde el siglo anterior. 
La obra se compone de tres libros principales:

En el primero se muestra al rey e a todo omne governar a sí mismo.
E en el segundo le muestra governar su casa e su compaña.
E en el tercero le muestra governar las cibdades e el reino.

Se conserva en una larga lista de testimonios manuscritos y en un impreso de 1494, pero no todos tratan la glosa del mismo modo. Unos manuscritos ofrecen la traducción del texto de Gil de Roma y la Glosa; otros dan mayor importancia a la glosa que al texto del Regimiento de príncipes y un tercer grupo es una refundición basada en los dos primeros libros.